# Peder Ribbing (1544–1604)
Peder Svensson Ribbing, född 2 juni 1544 i Finnekumla församling, Älvsborgs län, död 29 mars 1604 i Öggestorps församling, Jönköpings län, var en svensk ståthållare och adelsman. 

## Biografi
Per Ribbing var son till häradshövding Sven Ribbing. Han omtalas bland Erik XIV:s småsvenner 1562–1565 och var 1566 kammartjänare hos kungen. Han var en av de som anförtroddes bevakningen av den avsatte kungen på Gripsholm 1572–1573 och på Örbyhus 1575. 1577 fick han fullmakt att fungera som slottsloven på Vadstena slott, där han tidigare haft befälet åtminstone 1566–1568 och senare omtalas 1578, 1579 och 1581. 1589 utsågs han till formell slottsloven och var 1603 ståthållare. 1591 var han slottsloven på Kalmar slott. Från 1578 till sin död var han häradshövding i Tveta härad. Peder Ribbing var liksom sina bröder Erik Ribbing och Seved Svensson Ribbing bisittare i domstolen över rådsherrarna som dömdes i samband med Linköpings blodbad. 1602 och intill sin död var han lagman i Tiohärad.

### Egendom
Ribbing ägde Ulvsnäs i Öggestorps socken.

### Familj
Ribbing gifte sig första gången 27 juni 1568 på Älmestad i Hällestads församling med Märta Jönsdotter (död 1569). Hon var dotter till slottsfogden Jöns Bosson (Oxehufvud) och Brita Håkansdotter (Hand). De fick tillsammans sonen riksrådet Lindorm Ribbing (1569–1627).
Ribbing gifte sig andra gången 21 oktober 1571 på Broxvik med Brita Eriksdotter (död 1612). Hon var dotter till riksrådet Erik Månsson Ulfsparre och Estrid (Stiernbielke). De fick tillsammans barnen Märta Ribbing (1572–1622) som var gift med ryttmästaren Lindorm Svensson (Bock af Näs), Metta Ribbing (född 1574), Carin Ribbing (född 1575) som var gift med ståthållaren Bengt Jönsson (Rosenbielke), kommissarie Erik Ribbing (1577–1623), Anna Ribbing (1579–1661) som var gift med Isak Jönsson (Rosenbielke) och fänriken Erik Andersson Rosenstråle, ståthållaren Christoffer Ribbing (1583–1655) och Sven Ribbing (1593–1593).